# Hydatoscia callas
Hydatoscia callas là một loài bướm đêm trong họ Geometridae.